# BD-RE
Die BD-RE ist das wiederbeschreibbare Format der Blu-ray Disc und steht damit im Gegensatz zur einmalbeschreibbaren BD-R. Die Abkürzung RE steht für Recordable Erasable. Aktuelle einschichtige Rohlinge sind mit einer Speicherkapazität von 25 Gigabyte erhältlich. Die doppelschichtige Variante bietet 50 GB.
Das Wiederbeschreiben ist durch den Einsatz der Phase-Change-Technik möglich. Im Gegensatz zur DVD±RW kann sie mindestens 1000-mal wiederbeschrieben werden und bietet eine größere Datensicherheit, reicht bei beiden Eigenschaften aber nicht an die DVD-RAM heran. Einige Hersteller bewerben schon BD-REs, die bis zu 10.000-mal wiederbeschreibbar sein sollen.
In Zukunft soll es auch Medien mit einer Speicherkapazität von 27 GB pro Schicht geben.
Neben Disks mit 12 cm Durchmesser existieren auch noch solche mit 8 cm. Die Kapazität der 8-cm-Scheiben liegt bei 7,8 GB (einschichtig) bzw. 15,6 GB (doppelschichtig).

## Aufbau
Eine einseitig beschreibbare BD-RE ist aus sieben Schichten zusammengesetzt. Beginnend von der beschrifteten Seite aus in Richtung Laser ist die erste Schicht das Substrat (die Trägerschicht), die aus Polycarbonat besteht. Sie besitzt eine eingearbeitete Rillenoberfläche, die sich von der Mitte bis zum Rand spiralförmig ausbreitet. Auf dem Substrat ist eine Silberlegierungsschicht aufgebracht, die für die Reflexion des Lasers verantwortlich ist. Auf dieser Schicht befindet sich eine dielektrische Schicht aus Zinksulfid und Siliciumdioxid. Es schließt sich die beschreibbare Schicht an (auch Phase-Change-Schicht genannt). Diese kann aus einer Germanium-Tellur-Antimon- oder Indium-Silber-Tellur-Antimon-Legierung zusammengesetzt sein. Es folgt eine weitere dielektrische Schicht und im Anschluss eine Polycarbonat- oder Silikon-Deckschicht. Meistens ist darüber eine Schutzschicht (hard coat layer) aus Kunststoffharz aufgebracht, die den Einsatz von Cartridges erübrigt.
Zusammengefasst ist der Aufbau:
1. Trägerschicht
2. reflektierende Schicht
3. dielektrische Schicht
4. wiederbeschreibbare Schicht
5. dielektrische Schicht
6. abschließende Deckschicht
7. Schutzschicht

Schematischer Aufbau

Bei einer doppelschichtigen BD-RE folgen auf die äußere dielektrische Schicht eine Abstandhalterschicht (Distanzierungsschicht) und die zweite wiederbeschreibbare Schicht, umgeben von zwei dielektrischen Schichten. Der Aufbau sieht dann wie folgt aus:
1. Trägerschicht
2. reflektierende Schicht
3. dielektrische Schicht
4. wiederbeschreibbare Schicht
5. dielektrische Schicht
6. Distanzierungsschicht
7. dielektrische Schicht
8. wiederbeschreibbare Schicht
9. dielektrische Schicht
10. abschließende Deckschicht
11. Schutzschicht

## Dateisystem
Das präferierte Dateisystem für die BD-RE ist UDF in der Version 2.5. Im Prinzip kann jedes Dateisystem verwendet werden, jedoch können mit anderen Systemen als UDF 2.5 selten die vorgesehenen 1000 Wiederbeschreibungsvorgänge erreicht werden.